# Три царства - медное, серебряное и золотое
«Три царства — медное, серебряное и золотое» — русская народная сказка, записанная фольклористом А. Н. Афанасьевым. Варианты сказки имеют номера 128—130 в первом томе его сборника «Народные русские сказки».
Печаталась в сборниках русских сказок, выпускалась также отдельной книгой и в виде аудиосказок.

## Сюжет
Сказка с номером 128 была записана в Пинежском уезде Архангельской губернии, сказка с номером 129 была записана в Воронежском уезде одноимённой губернии.
В варианте сказки № 128 у старика со старухой было три сына: старший — Егорушко Залёт, средний — Миша Косолапый и третий — Ивашко Запечник. Решили родители их женить и послали Егорушку присмотреть себе невесту. Повстречал он трёхглавого змея, который приказал ему поднять большой камень. Старший сын не смог этого сделать, и змей сказал, что не будет у него невесты. Рассказав о случившемся дома, послали старик со старухой на поиски невесты среднего сына — с ним произошло то же самое. Тогда пришла очередь третьего, самого младшего сына — Ивашки.
Подойдя к тому же камню, по приказу змея Ивашка поднял его и увидел подземный ход. Змей помог мо́лодцу спуститься под землю, сообщив, что там он найдёт три царства по девице в каждом, которые он может взять в жёны. Пройдя первое, медное царство, потом серебряное, очутился Ивашка в третьем, золотом царстве. Девица из этого царства согласилась идти с Ивашкой. Вместе пройдя обратный путь через серебряное и медное царства и забрав их девушек, пришли они к дыре в земле, у края которой стояли старший и средний брат Ивашки. Достав из подземелья трёх девушек, братья оставили в нём младшего своего брата.
Под землёй Ивашка встретил небольшого старичка, который подсказал ему, как можно выбраться наверх. С помощью Идолища, Бабы-яги и орла, которого Ивашке дала Яга, выбрался он на белый свет и прилетел в родной дом. Забрав у братьев девицу из золотого царства, женился на ней, и стали они счастливо жить.
В сказках № 129 и № 130 вместо старика со старухой выступают царь и царица (царь Бел Белянин с женой Настасьей и царь Горох с Анастасией Прекрасной). В обоих сказках царицу уносит злой волшебник, и на её поиски отправляются сыновья-царевичи.

## В культуре
В 1985 году в СССР по мотивом этой сказки был выпущен диафильм «Сказка о трёх царствах».